# Jean Baptiste Loeillet of London
Jean Baptiste Loeillet, znany też jako John Loeillet of London (ochrzczony 18 listopada 1680 w Gandawie, zm. 19 lipca 1730 w Londynie) – flamandzki kompozytor, oboista, flecista, klarnecista i skrzypek.

## Życiorys
Studiował w Gandawie i Paryżu. Około 1705 roku wyjechał do Londynu, gdzie początkowo występował w Theatre Royal przy Drury Lane, a następnie od 1709 roku w Queen’s Theatre. Od około 1710 roku organizował w swoim domu cotygodniowe koncerty, w trakcie jednego z nich po raz pierwszy zaprezentowano w Anglii Concerti grossi op. 6 Arcangelo Corellego. Udzielał lekcji gry na klawesynie, przez współczesnych ceniony był także jako organista. Spopularyzował w Anglii grę na niemieckim flecie poprzecznym.
Tworzył suity i sonaty na różne instrumenty, a także utwory klawesynowe o przeznaczeniu pedagogicznym. W swojej muzyce nawiązywał do wzorców włoskich.

## Kompozycje
(na podstawie materiałów źródłowych)
- Lessons for the Harpsichord or Spinet (wyd. Londyn ok. 1712)
- Sonatas for Variety of Instruments op. 1 (wyd. Londyn 1722)
- Six Suites or Lessons for Harpsichord or Spinet (wyd. Londyn 1723)
- XII Sonatas in Three Parts op. 2 (wyd. Londyn 1725)
- XII Solos, six for a common flute and six for a German flute op. 3 (wyd. Londyn 1723)